# Neodythemis afra
Neodythemis afra é uma espécie de libelinha da família Libellulidae. 
Pode ser encontrada nos seguintes países: Camarões, República Centro-Africana, República do Congo, República Democrática do Congo, Nigéria e Uganda.
Os seus habitats naturais são: florestas subtropicais ou tropicais húmidas de baixa altitude. 